# Christopher Mandiangu
Christopher-Massamba Mandiangu (Kinshasa, 8 februari 1992) is een in Congo geboren Duits voetballer die als aanvaller speelde. Mandiangu kwam in 2015 kortstondig uit voor FC Eindhoven.

## Clubcarrière
Mandiangu werd geboren in Congo-Kinshasa en vertrok vlak na zijn geboorte met zijn ouders naar Duitsland. In de jeugd speelde hij bij Polizei SV en Borussia Mönchengladbach, waarna hij in 2012 vertrok naar MSV Duisburg. Hier speelde hij enkel in het tweede elftal van de club. In 2013 tekende hij een contract bij TSG Neustrelitz. Na een seizoen, waarin hij kampioen werd van de Regionalliga Nordost, vertrok hij hier om te gaan voetballen bij BFC Dynamo. In maart 2015 ontbond hij zijn contract vanwege privé-redenen.
Na in de voorbereiding van het seizoen 2015/16 een periode bij MVV gespeeld te hebben, besloot de club hem niet te binden. In augustus 2015 sloot hij op amateurbasis aan bij FC Eindhoven. Hij maakte op 14 augustus 2015 zijn debuut in de wedstrijd tegen NAC Breda. Mandiangu kwam na 71 minuten het veld in en gaf 4 minuten later de assist op Van den Hurk, die vervolgens de 2-1 scoorde. Dit was tevens de eindstand. Hij speelde in twaalf van de vijftien wedstrijden mee. Driemaal stond hij in de basisopstelling, negenmaal als invaller en hij scoorde twee doelpunten.
In januari 2016 vertrok Mandiangu naar Schotland om te gaan spelen voor Hamilton Academical. Hij maakte zijn debuut op 9 januari 2016 in de wedstrijd om de Scottish Cup tegen Annan Athletic FC (4−1 verlies). Hij kwam een half uur voor tijd binnen de lijnen. Het bleef voor Mandiangu echter bij deze ene wedstrijd en in mei 2016 tekende hij een per 1 juli 2016 ingaand contract bij MŠK Žilina.
Bij de Slowaakse club wist Mandiangu echter niet door te breken. Hij speelde in totaal vier wedstrijden waarvan allemaal als invaller. Via ploeggenoot Yusuf Otubanjo, die in 2016 de overstap van FC Blau-Weiß Linz naar MŠK Žilina maakte, kwam Mandiangu terecht bij de Oostenrijkse club. Hij tekende op 20 januari 2017 een contract tot de zomer van 2017. Hij kwam tot 8 wedstrijden in de Erste Liga.
Na korte periodes bij Gandzasar Kapan in Armenië en Hapoel Kfar Saba in Israël trok Mandiangu in januari 2018 naar Finland om te gaan spelen bij tweedeklasser FF Jaro. Hier werd hij met acht treffers clubtopscorer. In december 2018 kondigde KPV Kokkola, dat net gepromoveerd was naar het hoogste niveau, aan de aanvaller gecontracteerd te hebben voor het seizoen 2019. De overgang ging echter om onbekende reden niet door. In de winter liep de transfervrije aanvaller succesvol stage bij Septemvri Sofia. Hij kreeg een contract tot het einde van het lopende seizoen.
Na afloop van zijn contract trok Mandiangu naar Polen om te gaan voetballen bij derdeklasser Widzew Łódź. De club dwong promotie af naar het tweede niveau maar besloot aan het einde van het seizoen de optie in zijn aflopende contract niet te lichten. Nadien verhuisde Mandiangu naar Albanië om te gaan spelen bij KS Vllaznia Shkodër, waar hij met trainer Thomas Brdaric herenigd werd. Vroeger waren de twee samen met TSG Neustrelitz kampioen geworden van de Regionalliga Nordost.

## Interlandcarrière
Mandiangu kwam uit voor verschillende Duitse jeugdelftallen. In 2007 maakte hij zijn interlanddebuut namens Duitsland onder 15 tegen de leeftijdsgenoten van Zwitserland. Hij kwam na 36 minuten spelen het veld in en scoorde in de 58e minuut de 4-1. Duitsland won de wedstrijd uiteindelijk ook met 4-1. In totaal speelde hij 22 interlands waarin hij 6 keer het net wist te vinden.

## Carrière
| seizoen | club                        | land       | competitie              | wed. | goals |
| ------- | --------------------------- | ---------- | ----------------------- | ---- | ----- |
| 2011/12 | Borussia Mönchengladbach II | Duitsland  | Regionalliga West       | 5    | 0     |
| 2012/13 | MSV Duisburg II             | Duitsland  | Regionalliga West       | 26   | 1     |
| 2013/14 | TSG Neustrelitz             | Duitsland  | Regionalliga Nordost    | 20   | 1     |
| 2014/15 | BFC Dynamo                  | Duitsland  | Regionalliga Nordost    | 9    | 1     |
| 2015/16 | FC Eindhoven                | Nederland  | Eerste divisie          | 12   | 2     |
| 2015/16 | Hamilton Academical         | Schotland  | Scottish Premier League | 0    | 0     |
| 2016/17 | MŠK Žilina                  | Slowakije  | Fortuna Liga            | 4    | 0     |
| 2016/17 | FC Blau-Weiß Linz           | Oostenrijk | Erste Liga              | 8    | 0     |
| 2017/18 | Gandzasar Kapan             | Armenië    | Bardzragujn chumb       | 2    | 0     |
| 2017/18 | Hapoel Kefar Saba           | Israël     | Liga Leumit             | 7    | 0     |
| 2018    | FF Jaro                     | Finland    | Ykkönen                 | 23   | 8     |
| 2018/19 | Septemvri Sofia             | Bulgarije  | Parva Liga              | 14   | 6     |
| 2019/20 | Widzew Łódź                 | Polen      | II liga                 | 25   | 4     |
| 2020/21 | Vllaznia Shkodër            | Albanië    | Kategoria Superiore     | 0    | 0     |
| Totaal  |                             |            |                         | 155  | 23    |